# Peter Mauley, 5. Baron Mauley
Peter Mauley, 5. Baron Mauley (auch Peter VIII de Mauley oder Piers de Mauley) (* 1378; † 6. September 1415) war ein englischer Adliger. 
Peter VIII Mauley war der älteste Sohn von Peter VII Mauley, der jedoch zwischen 1378 und 1383 starb. Nachdem auch sein Großvater Peter Mauley, 4. Baron Mauley 1383 gestorben war, wurde der fünfjährige Peter VIII zum Erben der umfangreichen Besitzungen der Familie in Yorkshire. Die Verwaltung des Erbes wurde während seiner Minderjährigkeit an Sir Thomas Percy vergeben, einem Sohn von Henry Percy, 1. Earl of Northumberland. 1399 konnte Mauley sein Erbe antreten. Er unterstützte sofort Henry Bolingbrokes Rebellion gegen König Richard II. und wurde daraufhin im Oktober 1399, als Bolingbroke als Heinrich IV. neuer König wurde, am Vorabend der Krönung zum Knight of the Bath geschlagen. 1400 durfte er Maud († 1438), eine Tochter von Ralph Neville, 1. Earl of Westmorland heiraten. Als Baron Mauley war er Mitglied des Parlaments.
Mit seiner Frau Maud Neville hatte er mindestens zwei Töchter:
- Constance Mauley ⚭ Sir John Bygod
- Elizabeth Mauley ⚭ George Salvayn

Da er ohne männliche Nachkommen starb, wurden nach seinem Tod die Familienbesitzungen zwischen seiner Witwe und seinen beiden Töchtern aufgeteilt.